# Naturschutzgebiet Talmulde am Eggenberg
Das Naturschutzgebiet Talmulde am Eggenberg ist ein 13,36 ha großes Naturschutzgebiet (NSG) nördlich von Siedlinghausen im Stadtgebiet von Winterberg. Das Gebiet wurde 2008 mit dem Landschaftsplan Winterberg durch den Hochsauerlandkreis als (NSG) ausgewiesen. Das NSG liegt nördlich des Eggenberges.

## Gebietsbeschreibung
Es umfasst die Tallagen eines namenlosen Zuflussbaches der Neger. Das Grünland wird meist mit Rindern beweidet. Der Bach entspringt in einem ausgedehnten Quellbereich in einem Eschenauwald und einem nassen Rotfichtenbestand.

## Schutzzweck
Das Naturschutzgebiet wurde zur Erhaltung und Entwicklung eines Waldbereiches und Grünland und als Lebensraum gefährdeter Tier- und Pflanzenarten ausgewiesen. Wie bei anderen Naturschutzgebieten in Deutschland wurde in der Schutzausweisung darauf hingewiesen, dass das Gebiet „wegen der landschaftlichen Schönheit und Einzigartigkeit“ zum Naturschutzgebiet wurde.